# Нуну Триштан
Нуну Триштан (порт. Nuno Tristão; ?—1446) — португальский мореплаватель, работорговец. Первым из европейцев достиг Гвинеи-Бисау.

## Деятельность
В 1441 году вместе с Антонио Гонсалвишем был послан инфантом Энрике Мореплавателем к югу вдоль западного побережья Африки. Миновав в районе Рио-де-Оро самую южную точку, открытую португальцами до этого, экспедиция достигла мыса Бланко. Спустя два года, Нуну Триштан предпринял ещё одно плавание, захватив 28 рабов в районе современной Мавритании.
В 1444 году Диниш Диаш продвинулся ещё дальше к югу, открыв реку Сенегал и Зелёный мыс (порт. Cabo Verde), а годом позже Триштан достиг земель южнее Зелёного мыса, высадившись на территории современной Гвинеи-Бисау. Однако в 1446 году при попытке захвата рабов, Нуну Триштан и часть членов его экспедиции были убиты местными жителями. Выжившие вернулись в Португалию, рассказав инфанту Энрике и королю об открытиях Триштана.